# Zwei Männer in Betrachtung des Mondes
Zwei Männer in Betrachtung des Mondes ist ein Gemälde von Caspar David Friedrich. Das Bild in Öl auf Leinwand im Format 35 × 44 cm gilt mit seinem Motiv als Inbegriff der romantischen Anschauung der Natur und Identifikationsbild der deutschen Romantik.
Von dem Gemälde wurden mehrere Wiederholungen und Kopien angefertigt. Es gibt dazu die Variante Mann und Frau den Mond betrachtend. Sehr wahrscheinlich handelt es sich bei der Betrachtung des Mondes in der Galerie Neue Meister in Dresden um die Urfassung.

## Bildbeschreibung

### Motiv
Das Gemälde zeigt zwei Männer auf einem Bergpfad, der von der Bildmitte nach links oben führt. Die vordere  Figur ist mit einem graugrünen Umhang bekleidet, trägt ein schwarzes Barett und hält mit der rechten Hand einen Stock. Die hintere Figur stützt sich mit dem rechten Arm auf die Schulter des Nebenmanns. Sie ist im Vergleich schlanker, trägt einen graugrünen Mantel, aus dem ein weißer Kragen hervorlugt, und eine schwarze Kranzmütze, mit Sturmband unter dem Kinn befestigt. Beide miteinander offenbar recht vertrauten Männer schauen auf das Neulicht des Mondes im Erdschein sowie einen Planeten rechts davon, die zu Frühlingsbeginn in der Dämmerung hell am westlichen Abendhimmel leuchten.
Eine entwurzelte moosbewachsene Eiche, die am oberen Bildrand in die Krone einer Fichte reicht, rahmt die Szene ein. Die Eiche wird von einem verwitterten Felsblock gehalten. Links erhebt sich ein weiterer Fels. Im Hintergrund fällt das Gelände auf einer tieferen Ebene ab, von der mit Tannenspitzen ein Wald angedeutet ist. Den Vordergrund beherrschen der Stumpf eines abgeschlagenen Baumes und ein großer dürrer am Boden liegender Ast. Eine braune Tönung des Bildes vermittelt die Dämmerung des Abends.

„Zwei Männer in Betrachtung des Mondes. Links am Felsenhange zwischen mächtigen Bäumen stehen zwei Männer, fast von hinten gesehen, in die Betrachtung der Mondsichel versunken, die vor ihnen in bräunlichem Nebeldufte schwebt. Der zur Linken legt seinen Arm um die Schulter des Freundes.“

### Malweise
Die Grundierung der Leinwand erfolgte mit Kreide oder Gipsgrund. Eine zweite pigmentierte Grundierung bringt einen hellgelben bzw. ockerfarbenen Ton. Darauf zeichnete der Maler mit Bleistift und Rohrfeder die Linien des Gegenständlichen. Die Bildgegenstände wurden nun mit jeder sehr dünn aufgetragenen farbigen Lasur konkretisiert. Wobei auch bei dunkel dargestellten Objekten die gelbliche Grundierung durchscheint. So durchtränkt das schwache Mondlicht die gesamte Bildfläche. Die Mondsichel wurde zum Schluss mit deckendem Weiß aufgetragen und wirkt effektvoll als Lichtquelle. Mit der farbig durchscheinenden Imprimatur, bei der das Licht von der hellen Grundierung reflektiert wird, steht Friedrich in der kunsttechnologischen Tradition von Malern wie Anthonis van Dyck oder Thomas Gainsborough.

### Struktur und Ästhetik
Im Unterschied zu den anderen Fassungen schneiden sich im Dresdner Bild die waagerechte Mittelachse des Bildes und die rechte Senkrechte des goldenen Schnitts im Leuchtpunkt des Abendsterns. Die obere Waagerechte des goldenen Schnitts verläuft durch das Auge des älteren Mannes. Werner Busch sieht durch das ästhetische Maßsystem Ursprung und Ziele sowie die tiefere Bedeutung des Bildes markiert. Die geometrische Figur des Bildes tritt hier als Mittlerin auf. Die Transzendenzerfahrung der beiden Männer oder von Mann und Frau wird durch die ästhetische Erfahrung gestiftet.
Wie in vielen anderen Bildern Friedrichs fehlt der Mittelgrund. Der begehbare Vordergrund ist von der aufgehellten Hintergrundzone kontrastiert und somit der Abgrund, vor dem die beiden Männer stehen, erfahrbar gemacht. Durch die bräunliche Lasur wirkt das Bild in einem Sepia-Licht nahezu monochrom, changiert lediglich in Braun- und Grautönen. Die Naturformen erscheinen im Gegenlicht des Mondes bizarr.

## Bilddeutung
In der kunsthistorischen Literatur lassen sich vier miteinander streitende Deutungsmuster erkennen: ein naturmystisch-frühromantisches, ein religiöses, ein politisches und ein biografisches Deutungsmuster.

### Natur und Religion
Das Bildmotiv mit seiner sanften melancholischen Grundstimmung gilt als der Inbegriff der romantischen Anschauung der Natur. Die beiden Männer in meditativer Haltung beim Betrachten der Mondsichel und des Abendsterns wirken als Rückenfiguren in ihrer vermittelnden Funktion als Stellvertreter des Betrachters. Das Bild wird überwiegend in seiner metaphorischen Anlage als kontemplative Betrachtung gesehen, ohne dass deren Gegenstand deutlich wird und ist damit ein Kontemplationsangebot für den Betrachter.
Helmut Börsch-Supan plädiert für die Gegenüberstellung von immergrüner Fichte und abgestorbener Eiche als Symbole christlicher bzw. überwundener heidnischer Lebensauffassung, erkennt den Weg als Lebensweg und den zunehmenden Mond als Christus. Ohne einen religiösen Bezug symbolisiert die Eiche Geschichtlichkeit und Vergänglichkeit, die immergrüne Tanne die sich erneuernde Kraft der Natur. In der naturmystisch-frühromantischen Deutung besteht zwischen dem begehbaren Vordergrund und dem sich im Hintergrund ausdehnenden unendlichen Kosmos eine metaphysische Spannung.

### Demagogen
Die politische Deutung des Bildes wird mit der Altdeutschen Tracht der beiden Männer begründet. Im Entstehungsjahr des Bildes wurden die Karlsbader Beschlüsse gefasst, die zur Demagogenverfolgung führten, in deren Rahmen auch die Gesinnungstracht der „Demagogen“ verboten wurde. Der Maler leistete einer solchen politischen Interpretation Vorschub. Karl Förster berichtete in seinen Lebenserinnerungen von einem Besuch im Dresdner Atelier am 9. April 1820 über eine Bemerkung Friedrichs, als ihm dieser das Bild Zwei Männer in Betrachtung des Mondes zeigte: „‚Die machen demagogische Umtriebe‘, sagte Friedrich ironisch, wie zur Erklärung.“
Die Bemerkung „demagogische Umtriebe“ wird mit Friedrichs zahlreichen Darstellungen von Personen mit Altdeutscher Tracht verknüpft und damit werden dem Maler politische Intentionen gegen die Demagogenverfolgung unterstellt. Allerdings entstanden die zeichnerischen Vorlagen für diese Bekleidung und die meisten diesbezüglichen Bilder vor dem Verbot der Altdeutschen Tracht durch die Karlsbader Beschlüsse im Jahr 1819.

### Bildpersonal und Ort
Die Identifizierung des Bildpersonals kann der Deutung des Bildes zuarbeiten. Johan Christian Dahl übermittelt die Version, dass es sich bei dem linken Mann um August Heinrich, 1818 bis 1820 Schüler von Friedrich, und bei dem im Umhang um Christian Wilhelm Bommer, Bruder von Friedrichs Frau Caroline, handelt. Gegen diese Variante spricht bei der Datierung auf das Jahr 1819 das jugendliche Alter von Heinrich (25) und Bommer (18). Nach einer Mitteilung von Friedrichs Freund Wilhelm Wegener soll sich der Maler selbst und seinen Lieblingsschüler August Heinrich darstellen. In der Kombination Frau/Mann wäre dann Friedrichs Frau Caroline an Stelle von Heinrich platziert. 
Max Semrau vermutete Friedrich und seinen Freund Benjamin Friedrich Gotthelf Kummer an einem Steilufer auf Rügen. Max Sauerlandt verortete die Bildlandschaft mit den beiden Männern im Harz.

### Mond und Planet
Friedrich war ein genauer Beobachter der Natur. In Skizzen hielt er Bäume, Landschaften und atmosphärische Erscheinungen fest, manche wurden später in einem Bild zusammengeführt und in konstruierten Zusammenhängen komponiert, einer Bildidee folgend. Im Mittelpunkt dieses Gemäldes steht der Mond. Seine Gestalt ist nicht der Vollmond, sondern die schmale Mondsichel des Neulichts beim Abenderst. Sie wird durch Wiedergabe des durch den Erdschein verursachten aschgrauen Mondlichts zur runden Mondscheibe ergänzt, umgeben von einem Hof. Der Mond wird in geringer Höhe über dem westlichen Horizont, und die Mondsichel deutlich geneigt gezeigt. Ein dem dargestellten ähnlicher Anblick ist in gemäßigten nördlichen Breiten während der Abenddämmerung zwischen Sonnenuntergang und Monduntergang um die Zeit des Äquinoktiums im Frühjahr zu sehen. Die scheinbare Helligkeit des Mondes würde jedoch nicht ausreichen, die Umgebung derart auszuleuchten. Neben dem Mond wird ein hell leuchtender Himmelskörper gezeigt, ebenfalls mit einem Hof. In der für diese Jahres- und Tageszeit relevanten Himmelsregion mit dem ekliptikalen Sternbild Stier gibt es nur den Roten Riesen Aldebaran, der hierfür in Frage kommen könnte. Dieser ist allerdings deutlich rötlich sowie beim Monduntergang nie rechts vom Mond zu sehen. Hierfür kommt also nur ein Planet in Frage, und es wären eine Konjunktion mit dem Jupiter oder mit der Venus als Abendstern denkbar. Die letzte vor der Erstellung des Bildes erfolgte Konjunktion in der dargestellten Konstellation fand am 28. März 1811 zwischen Jupiter und Mond statt. Der astronomische Horizont lag an diesem Abend von den Felsen verdeckt im unteren Bildbereich, also zutreffender Weise in Augenhöhe des unterhalb der beiden Personen befindlichen Betrachters der perspektivischen Szene.
Versucht man, vom Augenpunkt der beiden erhöht stehenden Beobachter beziehungsweise Betrachter ausgehend deren Anschauen anhand der angedeuteten Blickachsen nachzuvollziehen, so scheint es, dass diese abwärts verlaufen und konvergieren. Damit entsteht der Eindruck, sie schauten nicht auf zum Mond, sondern von ihrem Standpunkt aus auf ihn wie auf einen Gegenstand, der ihnen in nicht allzu weiter Entfernung vorschwebe. Diese Bildkonstruktion lässt sich auffassen als ein Hinweis auf die Unvereinbarkeit zwischen Wahrnehmung und Bildgegenstand. Friedrich konstruiere hier eine paradoxe Situation, die das Sehen selbst zum Schlüssel der Bildinterpretation mache. Die naturmetaphorische Deutung sieht den Mond als Symbol der sich wandelnden Zeit und sich unendlich wandelnden Natur, hier als Zeichen des Trostes. In einer anderen Lesart steht der Mond als Symbol für eine unerreichbare romantische Sehnsucht.
Eine analysierende Bildbetrachtung untersucht zunächst den Bezug zentraler Elemente. Bei dem Gemälde „Zwei Männer in Betrachtung des Mondes“ steht also die dargestellte Beziehung der Beobachtenden zum Beobachteten im Zentrum. Zwischen der betrachteten Mondsichel und den sie betrachtenden zwei Männern fällt eine Korrespondenz auf. Dem durch einen Stock als älterem ausgewiesenen Mann legt der jüngere seinen Arm auf die Schulter. Durch dessen auffällig gekrümmte Körperhaltung bildet das Beobachterpaar links eine Figuration, deren Umriss auf einer Seite einen Halbkreis bildet. Rechts davon ist eine Mondsichel dargestellt, die auf anderer Seite ebenfalls von einem Halbkreis begrenzt ist. Mit aschgrauem Mondlicht wird diese zum vollen Kreis der Mondscheibe ergänzt zu einer Erscheinung, die oft mit der Wendung „der alte Mond in den Armen des jungen“ umschrieben wird. Unterstrichen wird der korrespondierende Bezug, indem die helle Sichel in dem weiß aufblitzenden Hemdkragen eine Entsprechung findet.

## Bildgeschichte

### Skizzen und Studien
Als eine Formvorlage für die schräg im Bild stehende Eiche wird die Baumskizze der Zeichnung Studie einer Eiche; Baum mit Wurzel vom 25./26. April 1809 erkannt. Der Felsblock rechts könnte in veränderter Weise aus dem Hünengrab der Zeichnung Baum, Hünengrab, Turm vom 26./27./29. Mai 1806 stammen.

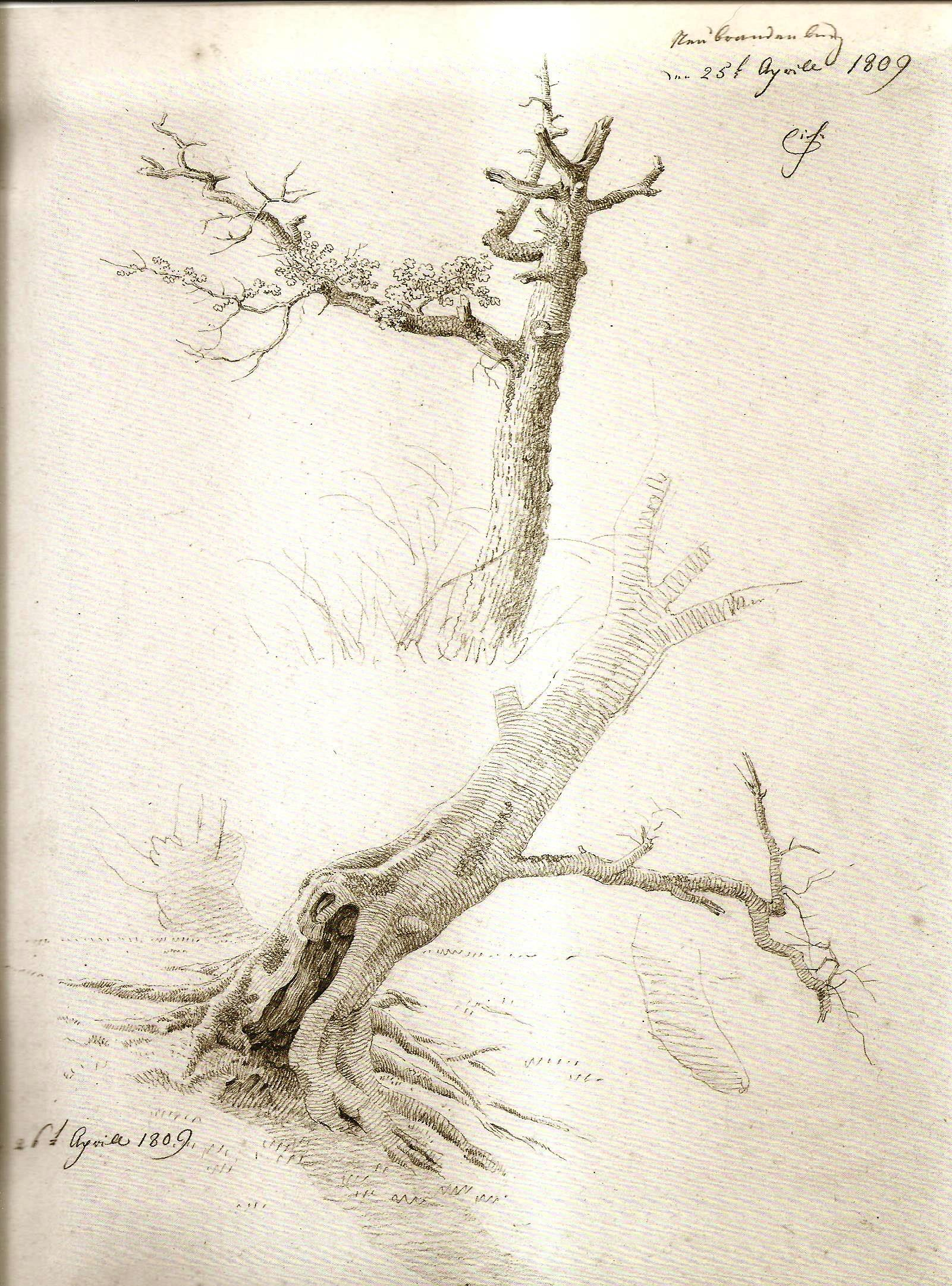
Studie einer Eiche; Baum mit Wurzel, 1809
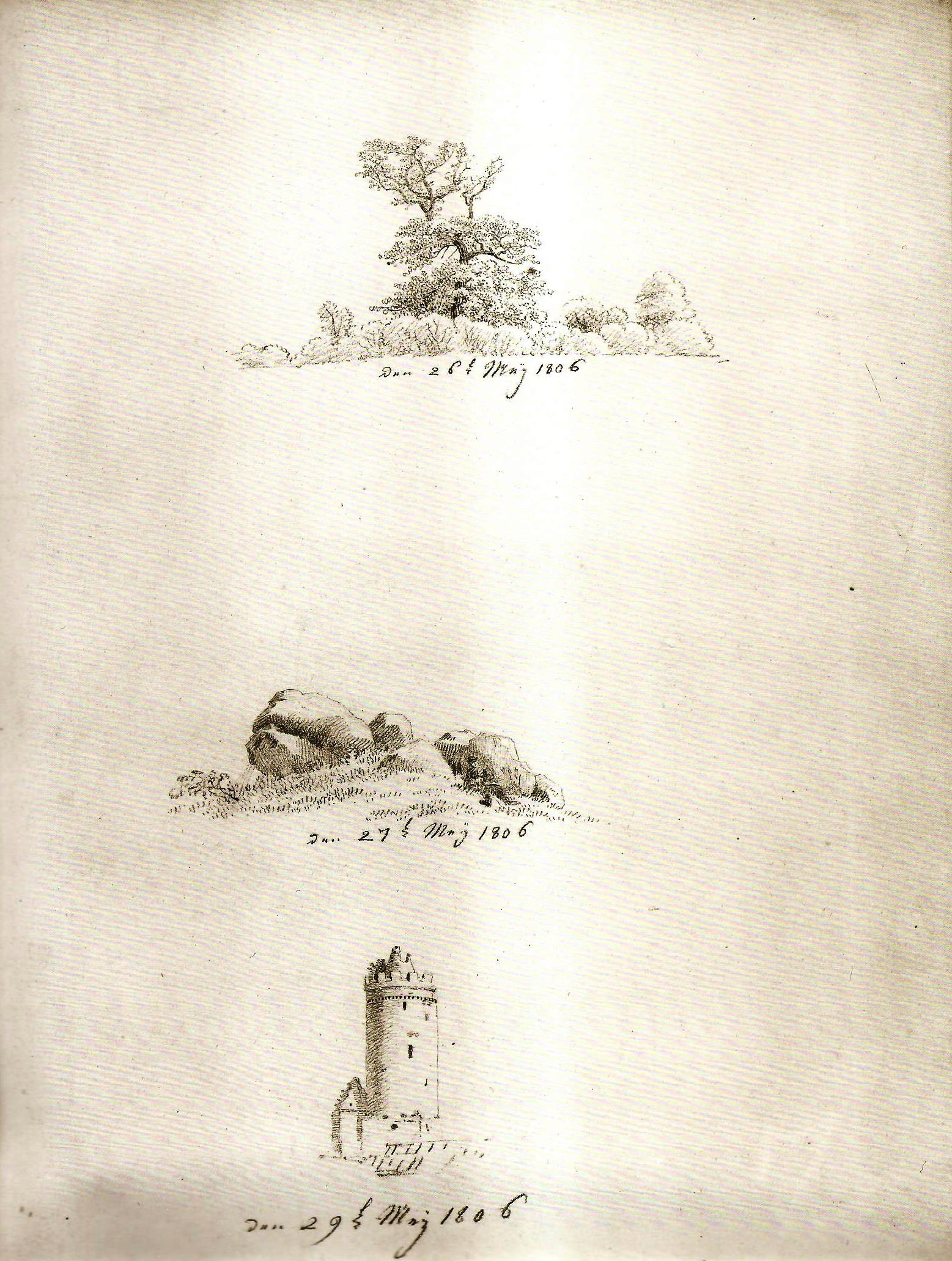
Baum, Hünengrab und Turm, 1806

Das Paar des Bildes Mann und Frau in Betrachtung des Mondes erscheint erstmals auf einer Zeichnung mit der Ansicht des Schlosses Tarant. Eine Pauszeichnung in der Sammlung des Berliner Kupferstichkabinetts zeigt die weibliche Figur und den Schulterbereich des Mannes.  Friedrich verwendet bei der Darstellung von Personen in Altdeutscher Tracht immer wieder Bleistiftpausen, entstanden zwischen 1815 und 1818.

### Wiederholungen und Kopien
Von dem Bild existieren nach Aussage des ersten Besitzers der vermutlichen Urfassung, Johan Christian Dahl, eine unbestimmte Anzahl von Wiederholungen bzw. Kopien:

„Friedrich musste dieses Bild mehrmals copieren und auch andere haben es copiert, weil er ersteres nicht gern tat; und nur die würdigere Bestimmung für die Kgl. Gemäldegalerie konnte mich bestimmen, mich von dem Bilde zu trennen.“

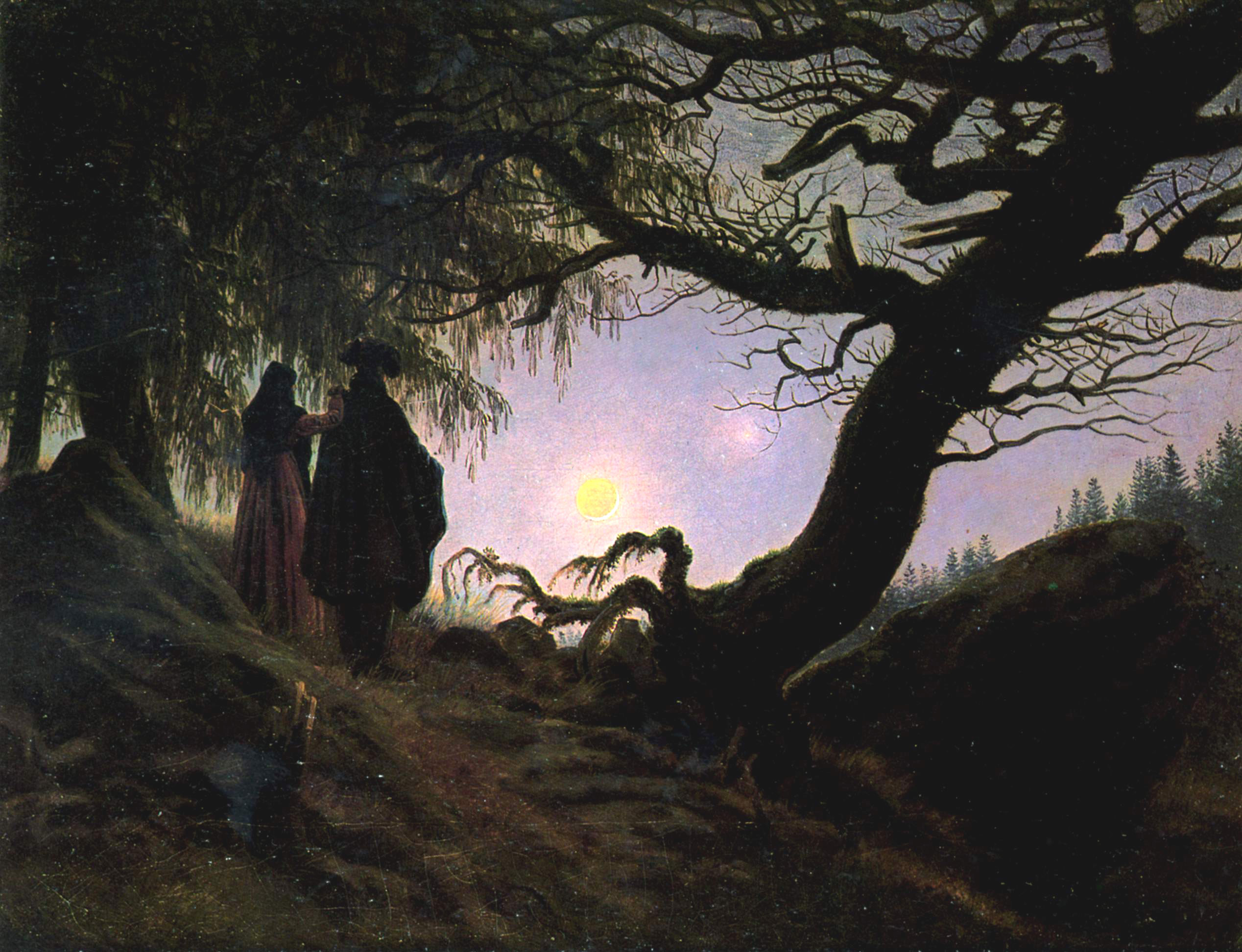
Caspar David Friedrich: Mann und Frau in Betrachtung des Mondes, um 1824

Mehrere Exemplare sind erhalten, die aber in Fragen der Datierung und Friedrichs Autorenschaft nicht endgültig bestimmt werden konnten. Eine genaue Übersicht zu den angefertigten Arbeiten ist derzeit nicht möglich.
- Es gibt einen breiten Konsens, dass es sich bei dem Dresdner Bild um die Urfassung handelt, wenngleich das Thema seit 1991 wieder kontrovers diskutiert wird.[20]
- Zum Dresdner Bild gibt es eine Wiederholung von Friedrichs Hand im Metropolitan Museum of Art in New York mit der Datierung 1825/30.
- Ein Gemälde in der Variante Mann und Frau in Betrachtung des Mondes befindet sich in der Berliner Alten Nationalgalerie.
- Eine Kopie der Variante Mann und Frau den Mond betrachtend befindet sich in Zürcher Privatbesitz.

In der Diskussion um die Urfassung wird das Dresdner Bild favorisiert, weil der Maler darin die höchste Vollkommenheit in der Verhältnismäßigkeit erreicht. Für das Dresdner Bild als Urfassung spricht auch, dass der Maler hier dichter an seinen Naturskizzen geblieben ist. Im Berliner Bild geht er großzügiger mit der Naturrichtigkeit um. Sonst sind mehrere kompositorische Details verändert. So wurde der rechte Tannenwald höher ins Bild gehoben, der dürre Ast fehlt oder der Baumstumpf ist nicht abgesägt, sondern gesplittert. Entscheidend scheint, dass der Wanderstock fehlt, auf den sich der ältere Mann stützt. Bei einer Infrarot-Reflektografie des Berliner Bildes sieht man jedoch in der Unterzeichnung zwei senkrechte Linien, die den Stock andeuten. Friedrich hat demnach bei der Übertragung der Pause den Stock übernommen und dann nicht ausgeführt.
Kasper Monrad will die aufgrund der Malweise auf 1830/34 datierte Variante Mann und Frau den Mond betrachtend als erste Fassung des Themas sehen, die dann bereits 1818 entstanden sein müsste. Diese These stützt sich auf eine Mitteilung des dänischen Schriftstellers Peder Hjort, der ein solches Bild im Frühjahr 1818 von Friedrich bekommen haben will.

### Provenienz
Das Dresdner Gemälde Zwei Männer in Betrachtung des Mondes befand sich um 1830 als Mondscheinlandschaft. Zwei männliche Figuren betrachten den aufgehenden Halbmond in der Gemäldesammlung von Johan Christian Dahl, der es im Tausch gegen eine eigene Arbeit von Friedrich erhalten hatte. 1840 verkaufte Dahl das Bild für 80 Taler an die Königliche Gemäldegalerie in Dresden.
Das Berliner Bild Mann und Frau den Mond betrachtend war 1922 in der Dresdner Kunsthandlung Salomon nachzuweisen, 1932 bei Paul Cassirer in Berlin als Leihgabe der Luzerner Sammlung Lulu Böhler ausgestellt und wurde durch die Alte Nationalgalerie 1932 von der Galerie Fritz Nathan (Luzern) erworben.

## Einordnung im Gesamtwerk
In dem kleinen Format und der fast monochromen Farbwahrnehmung hat das Bild in Friedrichs Werk eine singuläre Stellung. Motivisch gibt es für die Zwei Männer in Betrachtung des Mondes eine Vorarbeit in dem Gemälde Zwei Männer am Meer von 1817 sowie eine Fortsetzung im Mondaufgang am Meer von 1821. Die Mondlandschaft als Angebot an den Betrachter zur Kontemplation ist im Gesamtwerk durchgängig vertreten.

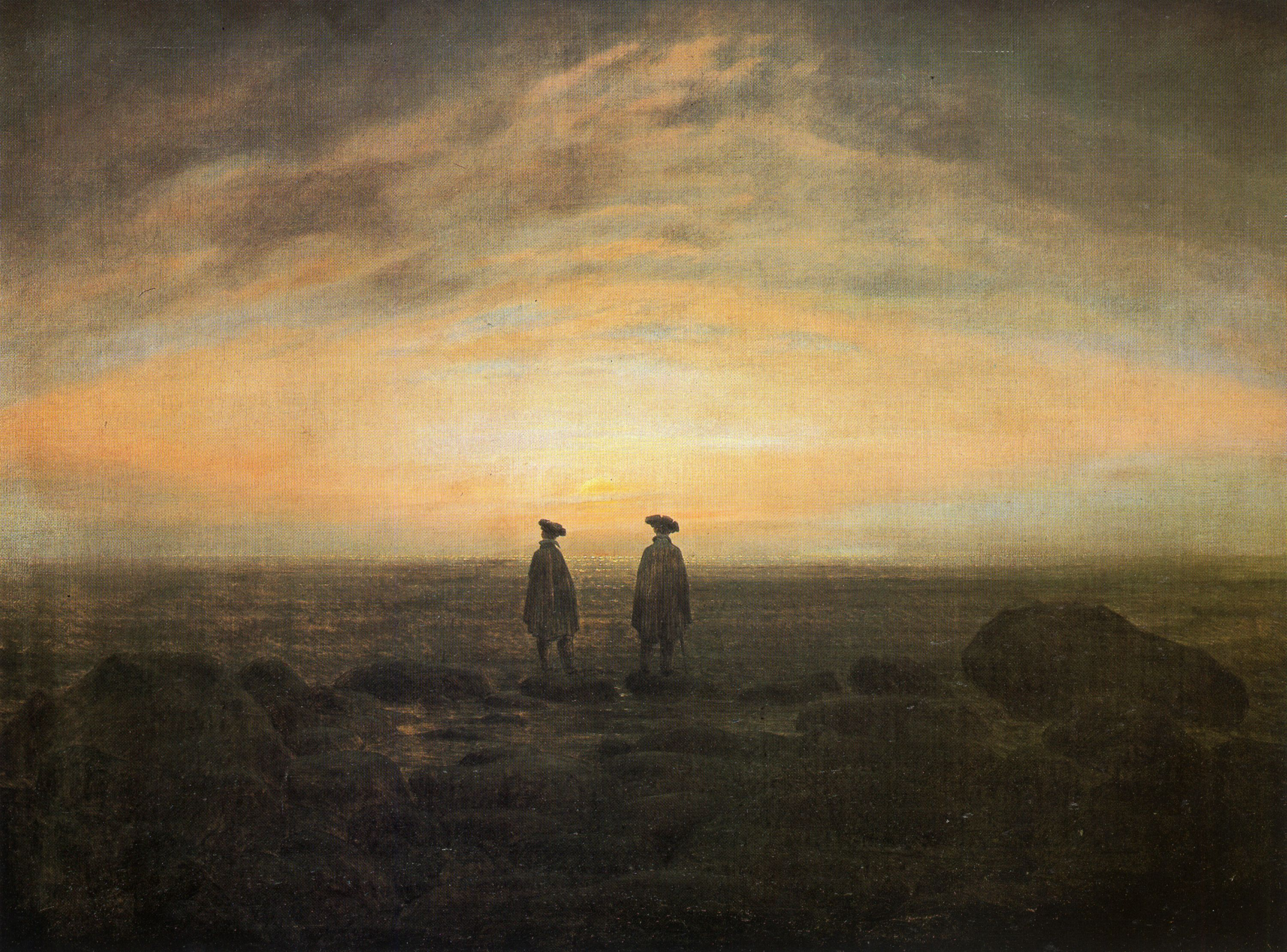
Zwei Männer am Meer, 1817
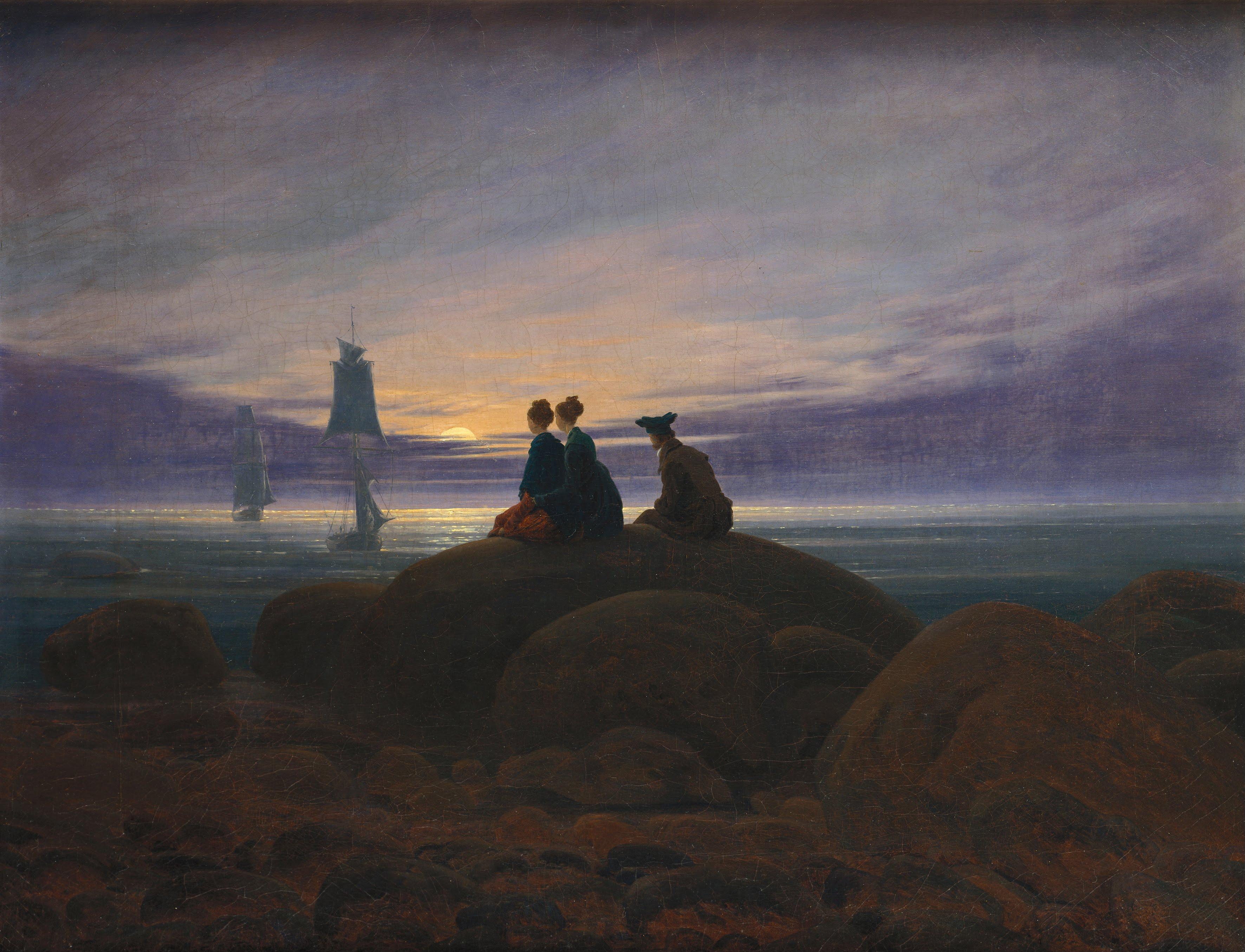
Mondaufgang am Meer, 1822

Mondsichel und Abendstern sind in derselben Konstellation auch zu finden in einer Vorstufe des Himmels vom Mönch am Meer, im Kreuz auf dem Bild Die Kathedrale von 1818 und in dem Gemälde Spaziergang in der Abenddämmerung von 1835.

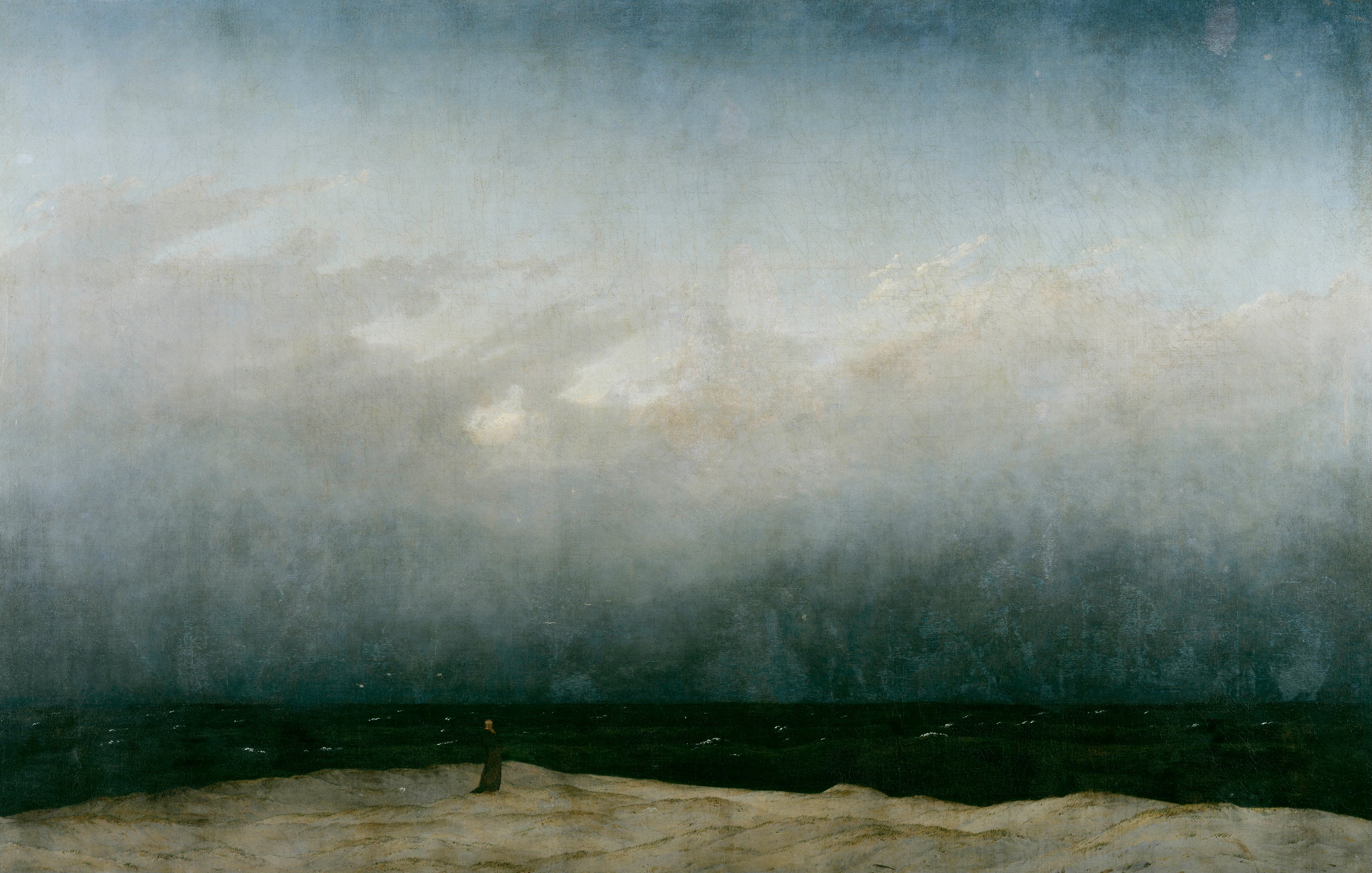
Der Mönch am Meer, 1810
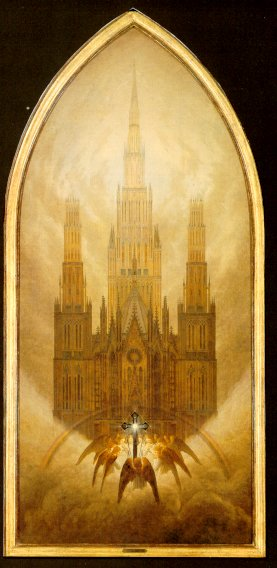
Die Kathedrale, 1818
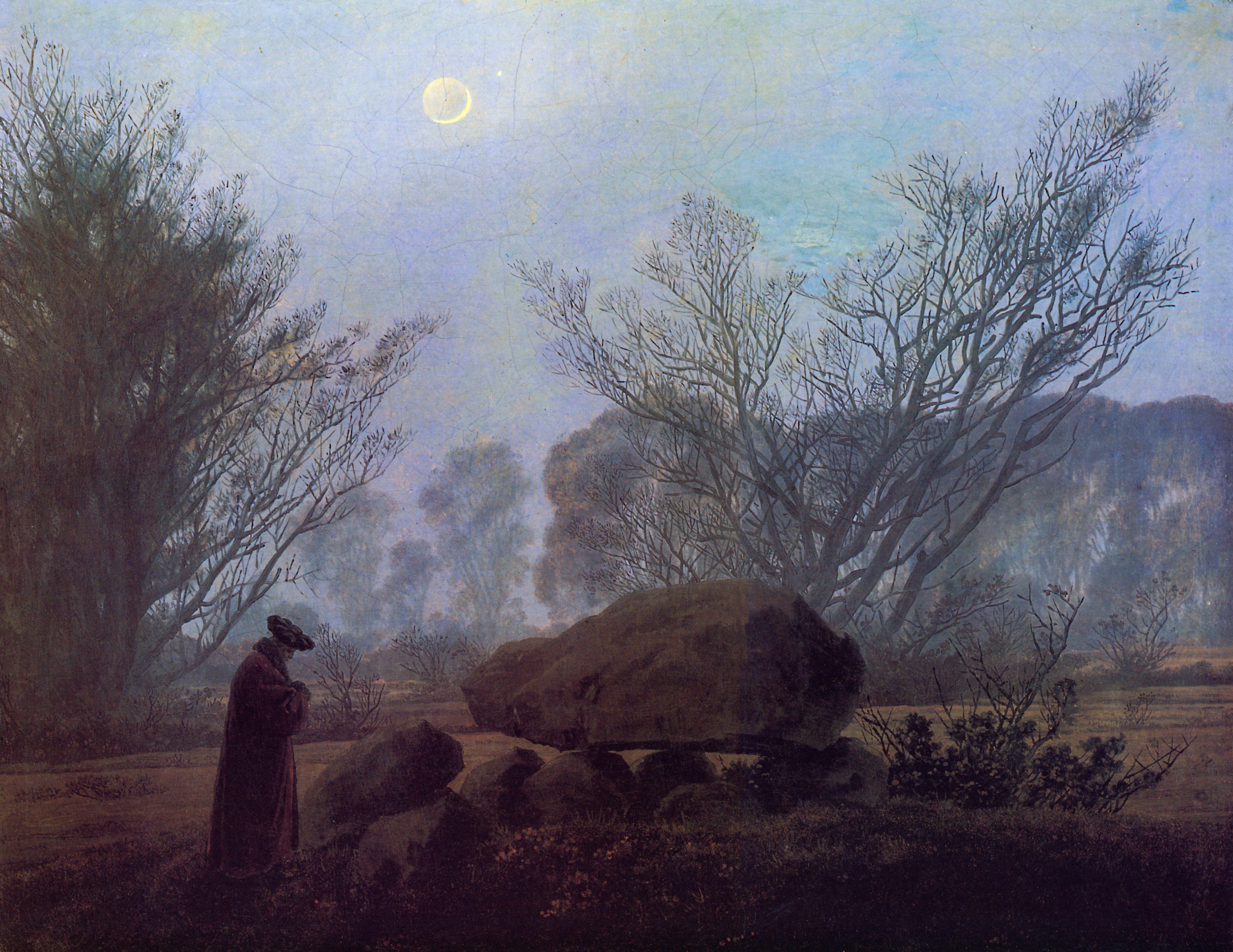
Spaziergang in der Abenddämmerung, 1835

Durch Friedrichs übermittelte Bemerkung „Die machen demagogische Umtriebe“ wird das Gemälde zum dokumentierten politischen Bekenntnisbild neben Grabmale alter Helden, dem Chasseur im Walde oder Huttens Grab.

Grabmale alter Helden, 1812
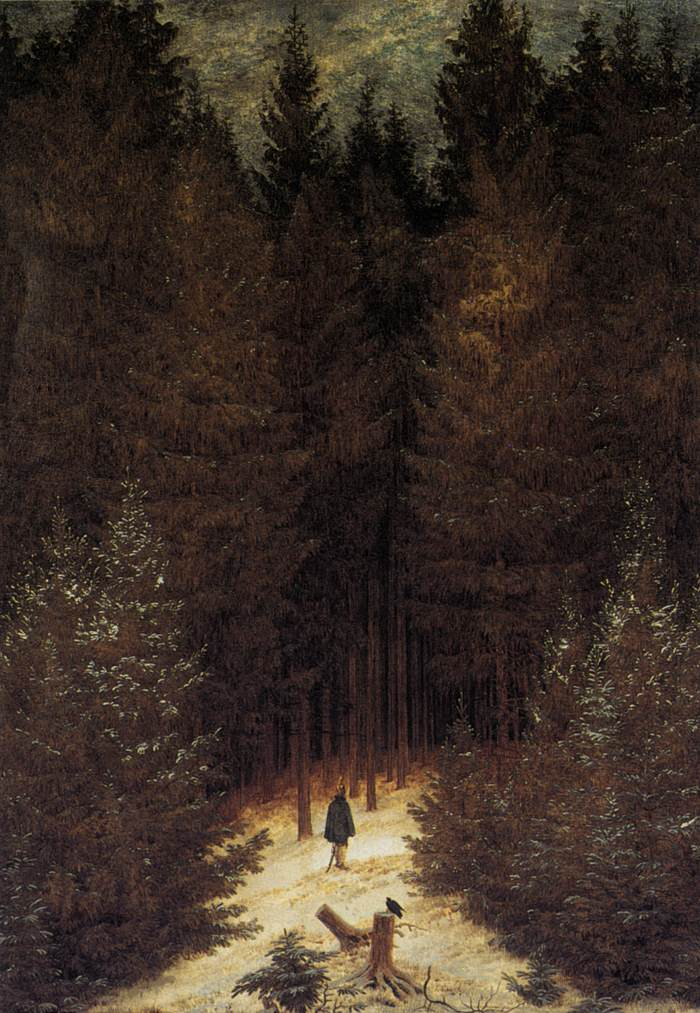
Der Chasseur im Walde, 1814
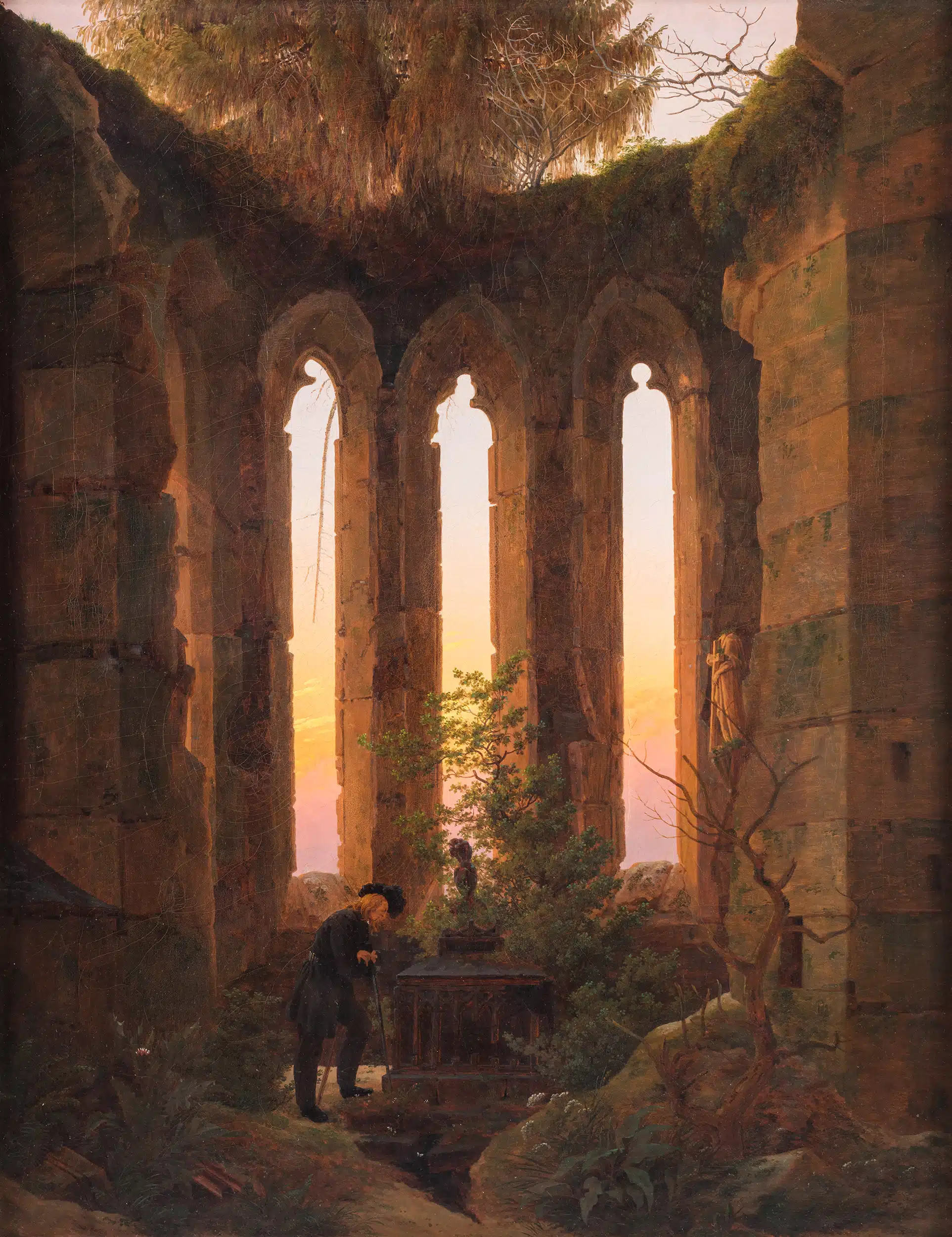
Huttens Grab, 1823

## Rezeption
Die Zwei Männer in Betrachtung des Mondes haben bereits Friedrichs Zeitgenossen fasziniert und andere Maler inspiriert. Bis heute gilt das Gemälde als eine Art Identifikationsbild der deutschen Romantik und wird als Passe-partout-Symbol verwendet.

### Wirkung in der Kunst
Die Zwei Männer in Betrachtung des Mondes haben nach Friedrich alle Künstlergenerationen zu Mondscheinbildern inspiriert. Dabei war es aber meist die unnachahmliche Lichtwirkung des Gemäldes und weniger die Komposition, die ähnliche Motive anregte. Unmittelbare Wirkung zeigen Arbeiten bei Friedrichs Freunden Johann Christian Claussen Dahl mit seiner Mondnacht von 1819 (Museum Kunstpalast in Düsseldorf) und Carl Gustav Carus, der eine enorme Zahl von Mondscheinlandschaften fertigte. Im 20. Jahrhundert war es etwa Jack Butler Yeats, der mit dem Gemälde The two travellers (1952) das Motiv wieder aufgriff.

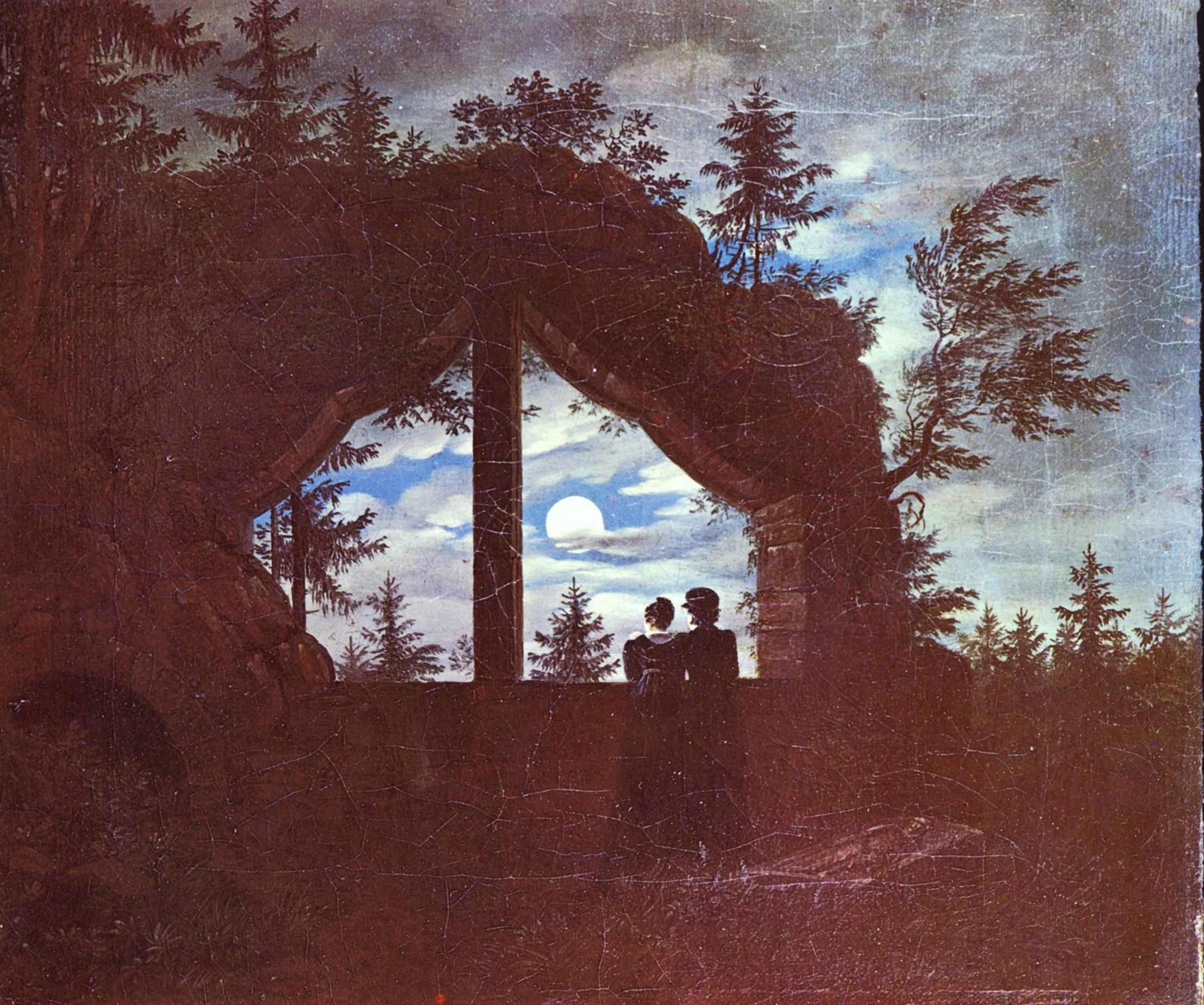
Carl Gustav Carus: Fenster am Oybin im Mondschein, um 1825
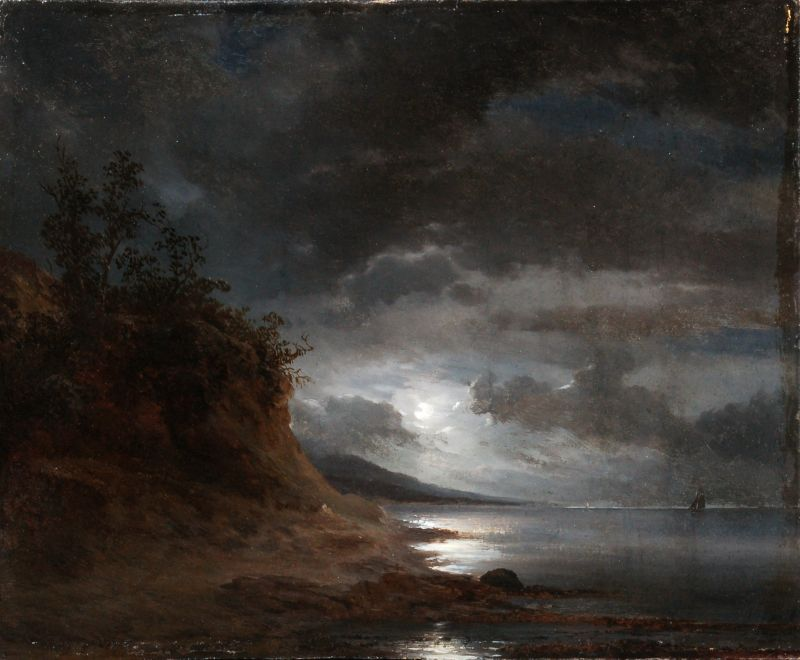
Wilhelm Krause: Küstenlandschaft bei Mondschein, 1860
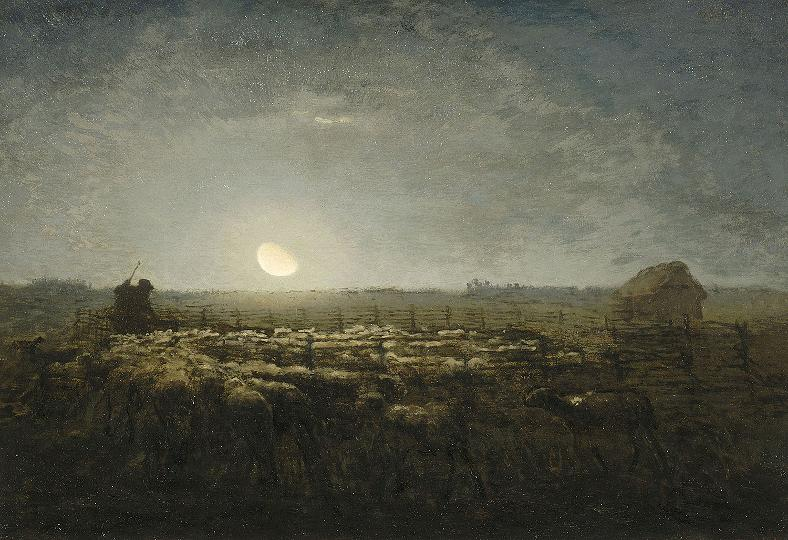
Jean-Francois Millet: Schafpferch im Mondschein, 1872

### Literatur

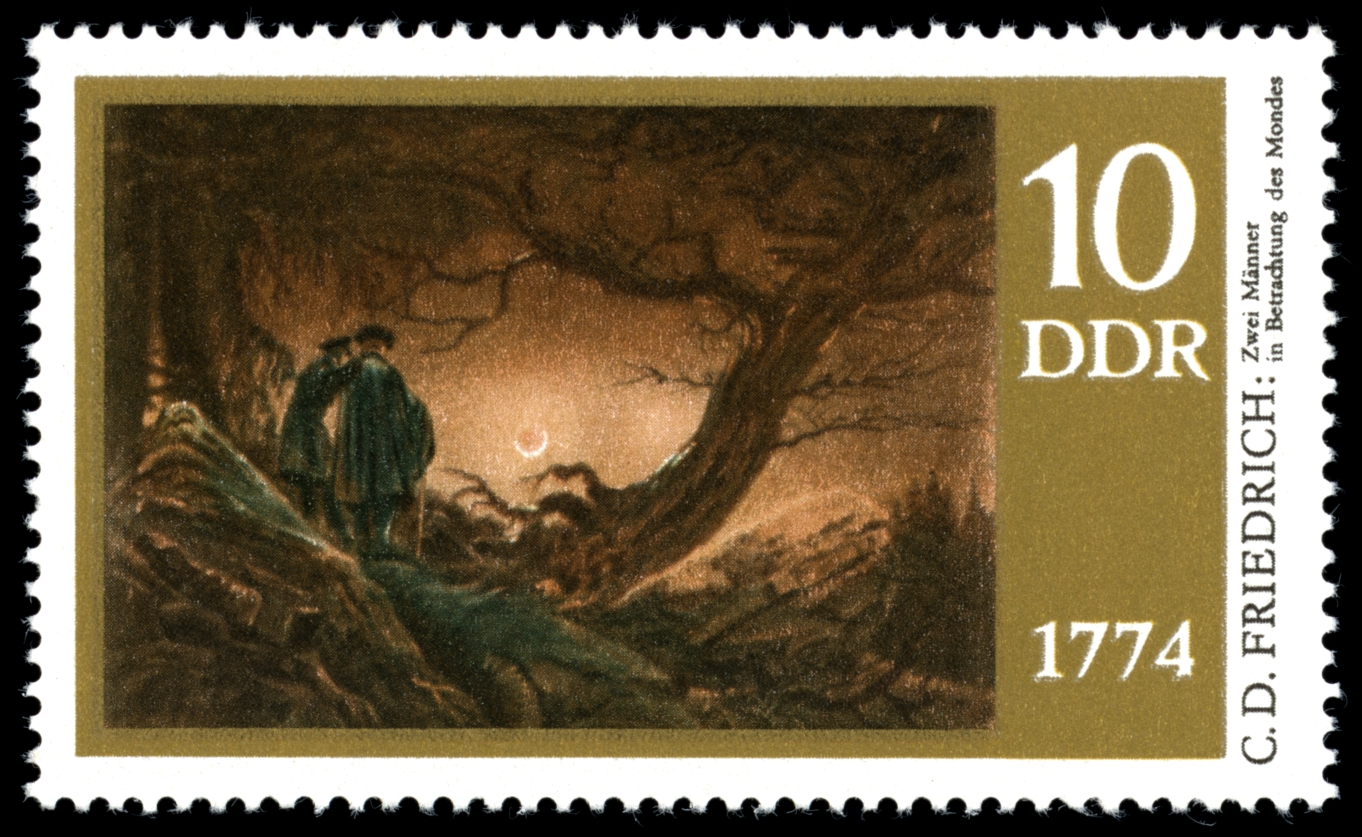
Briefmarke Deutsche Post der DDR 1974

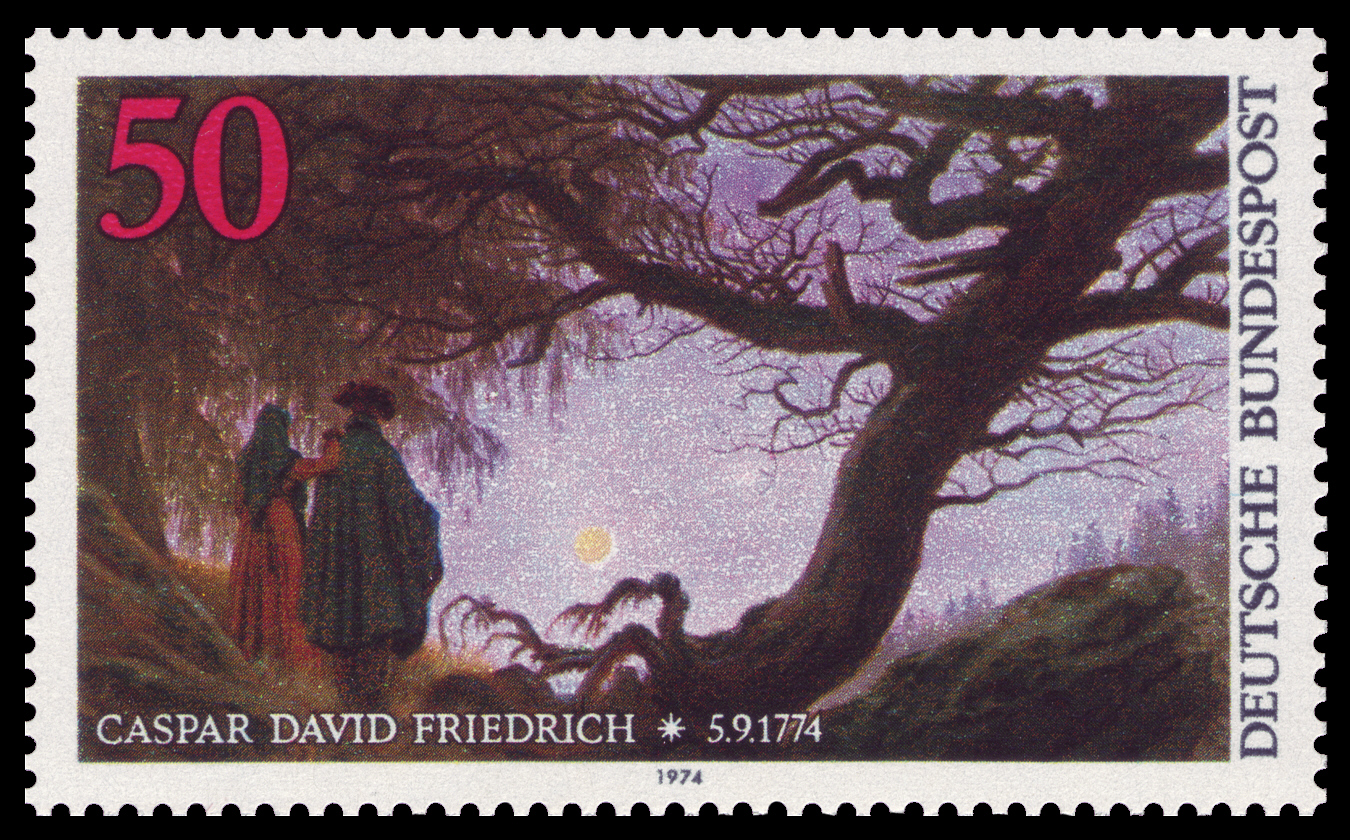
Briefmarke Deutsche Bundespost 1974

### Briefmarken und weitere Adaptionen
Am 21. Mai 1974 gab die Deutsche Post der DDR zum 200. Geburtstag von Caspar David Friedrich einen Briefmarkenblock heraus mit den Motiven Zwei Männer in Betrachtung des Mondes, Die Lebensstufen, Das große Gehege bei Dresden und Ausblick ins Elbtal, inklusive Ersttagsbrief. Am 16. August 1974 gab die Deutsche Bundespost zum 200. Geburtstag von Caspar David Friedrich eine Briefmarke mit dem Motiv Mann und Frau den Mond betrachtend heraus.
Zahlreiche Plattencover zu Kompositionen von Ludwig van Beethoven, Robert Schumann oder Franz Liszt sind mit dem Bild Zwei Männer in Betrachtung des Mondes gestaltet.

### Ausstellungen
Das Metropolitan Museum of Art in New York zeigte 2001 drei Fassungen des Motivs in der Ausstellung Caspar David Friedrich : moonwatchers.
Das Gemälde Zwei Männer in Betrachtung des Mondes war ein Hauptwerk in der Dresdener Ausstellung Constable, Delacroix, Friedrich, Goya. Ein Schock für die Sinne im Jahr 2013, sowie der Ausstellung Dahl und Friedrich – Romantische Landschaften des Nasjonalmuseet, Norwegen und der Staatlichen Kunstsammlungen Dresden Albertinum von Oktober 2015 bis Mai 2015.